# Альціон ніауський
Альціо́н ніауський (Todiramphus gertrudae) — вид сиворакшоподібних птахів родини рибалочкових (Alcedinidae). Ендемік Французькій Полінезії. Раніше вважався підвидом туамотського альціона.

## Опис
Довжина птаха становить 20 см. Голова і шия охристо-кремові, на тімені синя пляма. Лоб кремово-білий, скроні темно-сині. верхня частина тіла синя, нижня частина тіла біла, на грудях рудувато-коричневий "комірець". Дзьоб чорний.

## Поширення і екологія
Ніауські альціони є ендеміками атолу Ніау в архіпелазі Туамоту. Вони живуть в сухих і вологих тропічних лісах, на кокосових плантаціях і в садах. Живляться комахами і дрібними ящірками. гніздяться в дуплах дерев, переважно з вересня по січень.

## Збереження
МСОП продовжує класифікувати ніауського альціона як підвид туамотського альціона. Загалом ніауський альціон перебуває на межі зникнення, через обмежений ареал і невелику популяцію, яка становить приблизно 1000 птахів. Їм загрожує знищення природного середовища і хижацтво з боку інтродукованих щурів і кішок.